# Lochkov
Lochkov (deutsch Lochkow) ist ein Stadtteil und eine Katastralgemeinde im Südwesten der tschechischen Hauptstadt Prag. Lochkov war ursprünglich eine selbstständige Gemeinde und wurde 1974 nach Prag eingemeindet. Seit 2001 fällt es unter den Verwaltungsbezirk Prag 16. Der Stadtteil grenzt im Norden an Slivenec, im Osten an Velká Chuchle und im Südwesten an Radotín.
Die erste schriftliche Erwähnung des Ortes stammt aus dem Jahr 1399. Der Stadtteil hat bis heute ländlichen Charakter.
Lochkov befindet sich in einem Talkessel, in dessen Kalkstein zahlreiche Fossilien eingelagert sind. Nach dem Ort ist das Erdzeitalter Lochkovium benannt. Das Wappen Lochkovs zeigt drei fossile Kopffüßer.

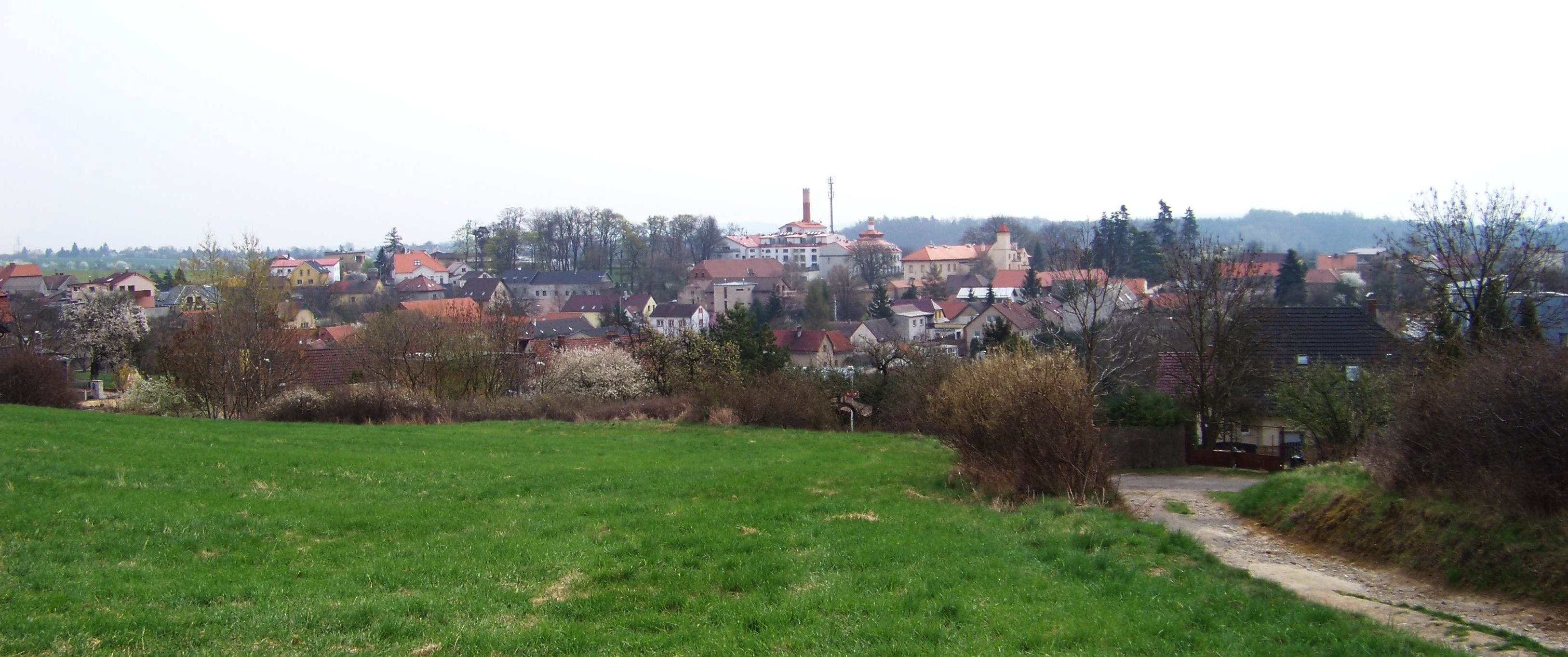
Blick auf Lochkov
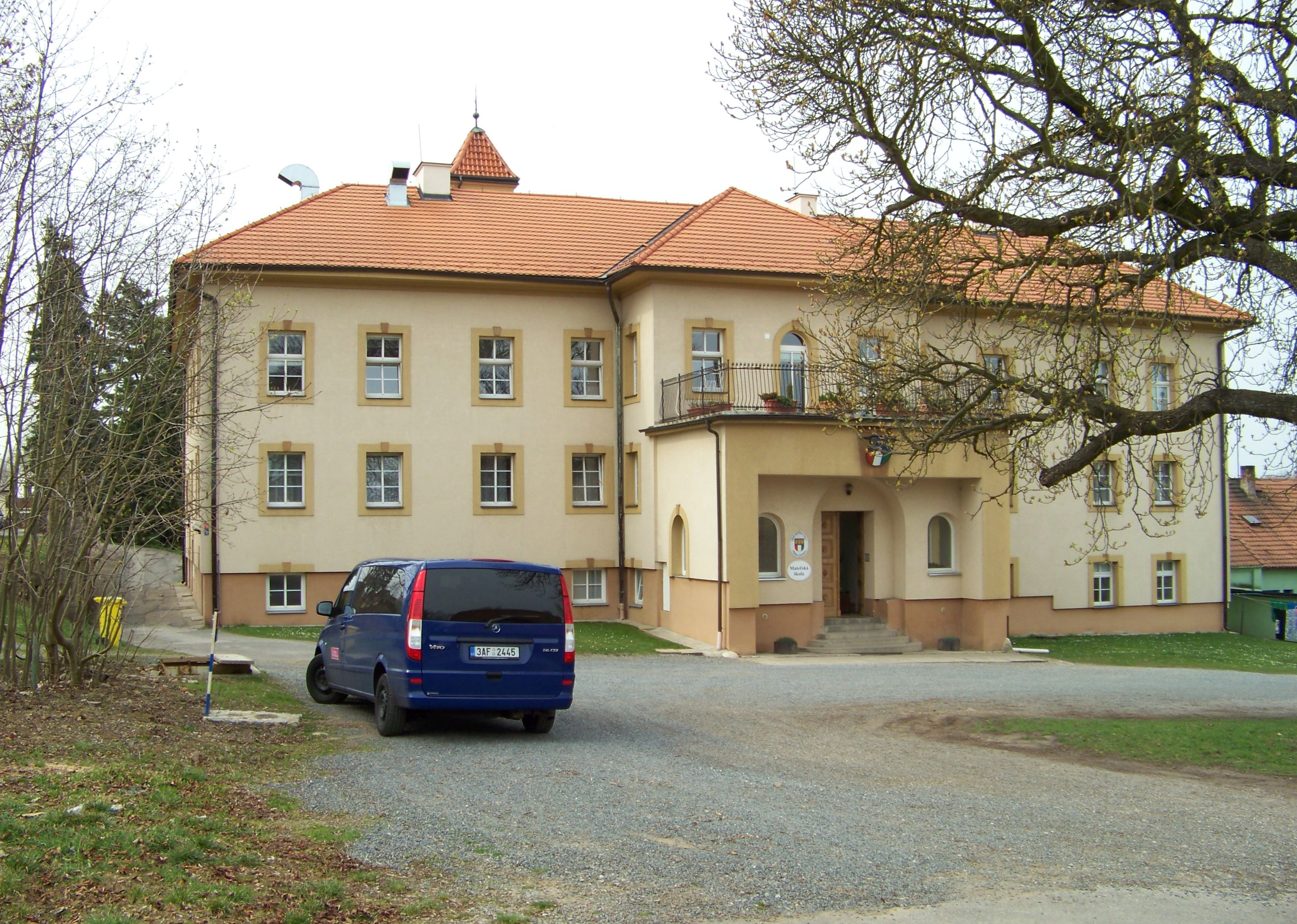
Schloss Lochkov
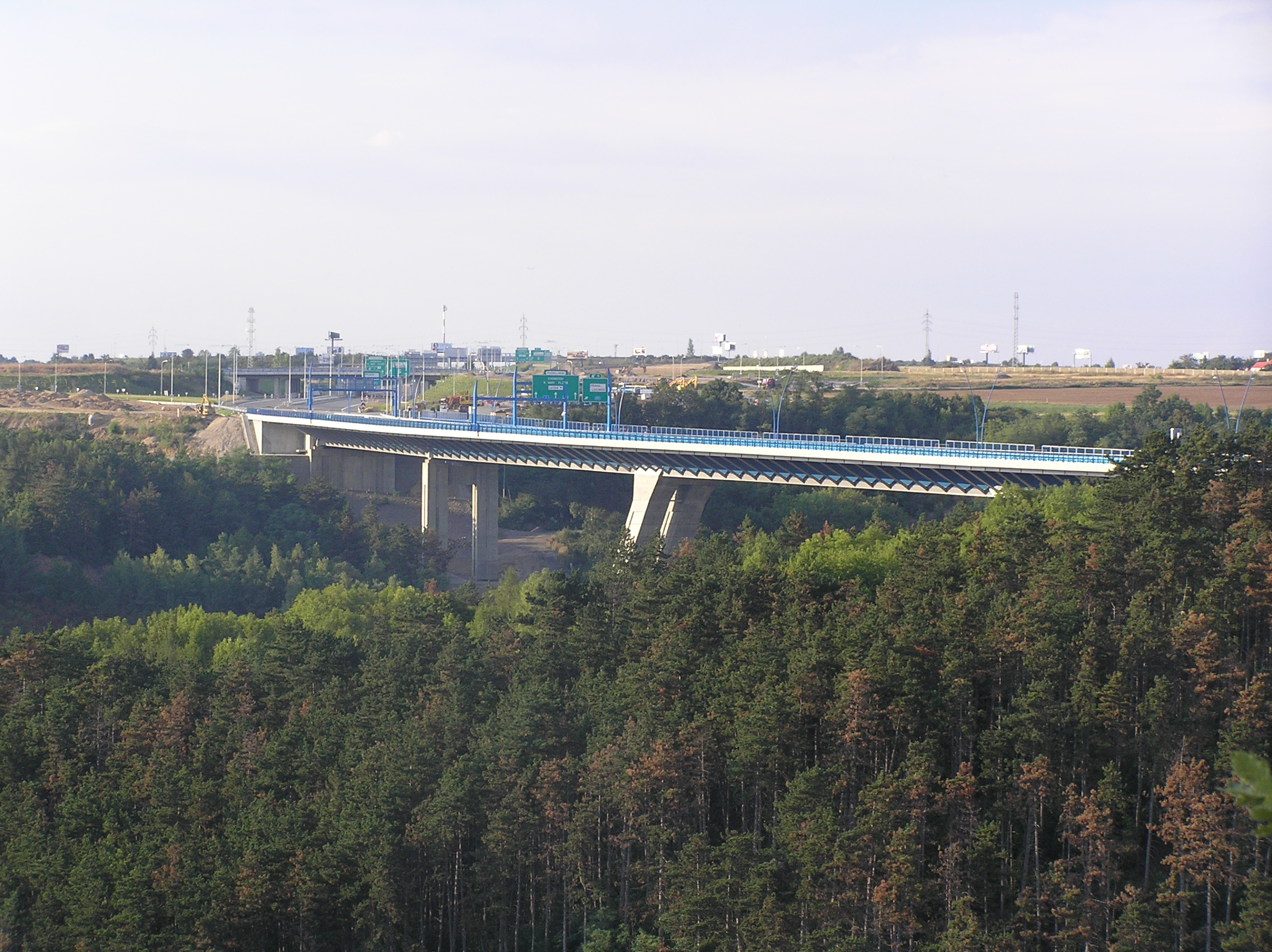
Autobahnbrücke Lochkovský most, Teil des Prager Rings